# Liste der Träger des Alberta Order of Excellence
In dieser Liste sind die Träger des Alberta Order of Excellence, einem kanadischen Orden, chronologisch aufgeführt.
| Inhaltsverzeichnis: 1981 • 1982 • 1983 • 1984 • 1985 • 1986 • 1987 • 1988 • 1989 • 1990 • 1991 • 1992 • 1993 • 1994 • 1995 • 1996 • 1997 • 1998 • 1999 • 2000 • 2001 • 2002 • 2003 • 2004 • 2005 • 2006 • 2007 • 2008 • 2009 • 2010 • 2011 • 2012 • 2013 • 2014 • 2015 • 2016 • 2017 • 2018 • 2019 • Weblinks |

## 1981
- Frank C. Lynch-Staunton (als Vizegouverneur von Alberta)
- Hon. Ernest C. Manning

## 1982
- J. W. Grant MacEwan
- Walter H. Johns

## 1983
- C. Joseph Clark
- Mary Percy Jackson († 2000)
- Chester Ronning († 1984)

## 1984
- Alexander Johnston
- Ronald Martland

## 1985
- Helen Hunley (als Vizegouverneur von Alberta)
- David S. R. Leighton
- G. Richard A. Rice
- Winnifred M. Stewart

## 1986
- John C. Callaghan
- Leonard K. Haney
- Herbert T. Hargrave
- Esther Robins

## 1987
- C. Fred Bentley
- James Henry Gray

## 1988
- Arthur T. Jenkyns
- Margaret E. Southern

## 1989
- Hon. Peter Lougheed
- Maxwell William Ward

## 1990
- Joseph H. Shoctor
- Raymond Lemieux

## 1991
- Norbert R. Morgenstern
- Gordon Towers (als Vizegouverneur von Alberta)

## 1992
- Howard V. Gimbel

## 1993
- Thomas B. Banks
- Robert B. Church

## 1994
- Helen I. Huston

## 1995
- Stanley A. Milner
- Francis G. Winspear

## 1996
- Bud Olson (als Vizegouverneur von Alberta)
- A. Ernest Pallister
- John Snow

## 1997
- Ian Malcolm Macdonald
- Arthur Ryan Smith

## 1998
- Harley N. Hotchkiss
- June L. Lore
- Sandy A. Mactaggart
- Donald R. Stanley

## 1999
- Donald R. Getty
- Stanley G. Reynolds
- Shirley M. Stinson

## 2000
- Jenny Belzberg
- Chester R. Cunningham
- Lois Hole (als Vizegouverneur von Alberta)
- D. Lorne J. Tyrrell

## 2001
- Louis Armand Desrochers
- Colonel (ret.) Donald Stewart Ethell

## 2002
- Steven Aung
- James K. Gray
- John Murrell

## 2003
- Donald F. Mazankowski
- Audrey Attril Morrice
- Jim Simpson Palmer
- Leonard Peter Ratzlaff

## 2004
- Alvin Gerald Libin
- M. Ann McCaig
- Eric Patrick Newell
- Bryan Perkins
- John & Barbara Poole

## 2005
- Robert W. Chapman Sr.
- Gerald Hankins
- Margaret (Marmie) Hess
- Elsie Kawulych
- Norman Kwong (als Vizegouverneur von Alberta)
- Father Charles Michael McCaffrey
- Ronald Mannix

## 2006
- William (Bill) Cochrane
- Bertha (Berdie) Fowler
- Richard (Dick) Haskayne
- Harry Hole
- James (Jim) Horsman
- Samuel (Sam) Lieberman
- Raymond (Ray) Rajotte
- Matthew Spence
- Ian Tyson

## 2007
- Chief Victor Stanley Buffalo
- Evelyn L. Buckley
- Lt. General Donald C. Laubman
- David W. Leonard
- Gary William (Wilcox) McPherson
- Douglas H. Mitchell
- Patrick R. Nixon

## 2008
- Clare Drake
- Helen Hays
- Allan P. Markin
- David W. Schindler
- Daryl K. (Doc) Seaman
- J. R. Shaw
- Thomas J. Walsh

## 2009
- William (Bill) Bowes
- Harry Hole
- Brian Felesky, Q.C.
- Michael John Frey

## 2010
- Philip J. Currie
- Alex Janvier
- Ralph Klein
- Janice McTighe
- Louise Miller
- William Mooney
- Reza Nasseri
- Robert Steadward

## 2011
- Patricia Blocksom
- Martin Cohos
- Bruce Hogle
- Walter Paszkowski
- Eric Rajah
- Aritha van Herk

## 2012
- Robert Hironaka (Lethbridge)
- Roger Jackson (Calgary)
- Irving Kipnes (Edmonton)
- Griffin Lloyd (Calgary)
- Preston Manning (Calgary)
- Ronald Southern (Calgary)
- Robert Westbury (Edmonton)
- Schwester Rosaleen Zdunich (Edmonton)

## 2013
- Douglas Eaglesham
- Roger Gibbins
- Douglas O. Goss
- George W. Govier
- James Marshall
- Anne McLellan
- Catherine Roozen
- William Wilson

## 2014
- Sharon Carry
- Tony Cashman
- Morris Flewwelling
- Colin Glassco
- Julia Hamilton
- Wilton Littlechild
- Fred Mannix
- Reinhard Mühlenfeld

## 2015
- David Bissett
- Jack Donald
- Dennis Erker
- Janice Eisenhauer
- Fil Fraser
- Stan Grad
- Jacob Masliyah
- Lois Mitchell (als Vizegouverneurin von Alberta)
- Frits Pannekoek

## 2016
- Barry Bultz
- Linda Hughes
- Sheldon Kennedy
- Leroy Little Bear
- Michael Massey
- Paulette Patterson
- Shirley Penner
- Bill Yuill

## 2017
- Steve Allan
- Gary Bowie
- Anne Fanning Binder
- Marie Gordon
- James Holland
- Steve Hrudey
- Vivian Manasc
- David Werklund

## 2018
- Reg Basken
- Rosella Bjornson
- Wayne Chiu
- k.d. lang
- David Manz
- Sol Rolinger
- Allan Wachowich
- Ralph Young

## 2019
- Robert Burrell
- Bonnie DuPont
- Katie Ohe
- Ron Sakamoto
- Beckie Scott
- Malcolm Sissons
- Muriel Stanley Venne
- Frances Wright

## 2020
- JudyLynn Archer
- Jim Boucher
- Charlie Fischer (posthum)
- Frances Harley
- John Mah
- Holger Petersen
- Ed Stelmach